# SIDALC
La Alianza de Servicios de Información y Documentación Agropecuaria de las Américas (SIDALC) facilita el acceso a la información producida en las Américas, y que se encuentra debidamente organizada en bibliotecas de instituciones agrícolas de América Latina y El Caribe. Es una red internacional de servicios de información agrícola, pecuaria, forestal y ambiental, mediante la cual 178 instituciones de 22 países americanos comparten información y servicios en línea. Fue creada en 1999 por el Instituto Interamericano de Cooperación para la Agricultura (IICA). Basada en la cooperación se lleva a cabo gracias a las voluntades de las bibliotecas intervinientes. Es de carácter gratuito y de libre acceso. 

## Historia
Hubo diversas iniciativas previas de gestión del conocimiento y la información promovidas por el Instituto Interamericano de Cooperación para la Agricultura (IICA), como la Biblioteca Conmemorativa Orton, fundada en 1943; el Servicio de Intercambio Científico (SIC), creado en 1958; la Asociación Interamericana de Bibliotecarios Agrícolas, Documentalistas y Especialistas de Información (AIBDA), fundado en 1965; y el Sistema de Información Agrícola Interamericano (AGRINTER), creado en 1972.
En 1999 el SIDALC se creó con la donación de un millón de dólares por parte de la Fundación Kellog, bajo el liderazgo técnico del IICA y CATIE, y la participación de un número de organizaciones nacionales, regionales e internacionales. Hasta la consolidación del SIDALC hubo trabajo previo mediante talleres y consultas. El servicio fue institucionalizado por el IICA en 2004 como una de sus principales herramientas para la gestión de información agropecuaria en el hemisferio.
A inicios de 2007, el Servicio SIDALC autorizó su indexación en el buscador mundial Google, lo que permitió en sólo unos meses que la cantidad de visitas pasara de cerca de 3000 visitas mensuales a hasta 40 000 visitas diarias en 2008. En los últimos años se llegó a un promedio de 68 000 visitas diarias.
En 2009, al cumplirse 10 años de la creación, en su sede de Costa Rica se realizó el encuentro "Reunión Internacional de Profesionales de Información Agropecuaria, Ambiental y Forestal. Semana SIDALC 10", Turrialba, Costa Rica, 21 al 25 de septiembre de 2009,  con el objetivo de proyectar el SIDALC en el mediano plazo como el principal punto de acceso a la información de agricultura y medio ambiente, enfocándose en un efectivo intercambio de datos, modernización de servicios y creación de productos innovadores que contribuyan al fortalecimiento de sus miembros y su sostenibilidad.

## Funcionamiento
El SIDALC basa su funcionamiento en los recursos de información agrícola y la capacidad instalada del IICA y de las bibliotecas y centros de documentación agrícolas de América Latina y El Caribe. Contiene más de tres millones de recursos referenciales y a texto completo, que incluyen libros, revistas, tesis, informes, materiales audiovisuales, mapas y fotografías.
Es una comunidad de especialistas de diferentes instituciones de América interesados en proporcionar servicios utilizando catálogos de bibliotecas para compartir contenido a texto completo de calidad. Colaboran unos con otros, “compartiendo un poco, de modo que todos pueden tener más,” mientras que conservan su identidad y sus políticas proporcionando servicios especializados sin costo.
La plataforma SIDALC incluye un buscador en línea que proporciona acceso a la información contenida en la Megabase Agri2000. Compila bases de datos generadas a lo largo y ancho del hemisferio en bibliotecas y otros centros de información relacionados. No requiere registrarse ni suscribirse para realizar búsquedas.
SIDALC administra la lista de correos SIDALC, cuyo objetivo es intercambiar experiencias, discutir problemas técnicos, establecer o sugerir metodología de trabajo o procedimientos para ser aplicados en las distintas unidades de información y consultas bibliográficas.
La Alianza SIDALC está integrada por 178 instituciones y cuenta con un total de 349 bases de datos, que fueron consultadas por 2 980 919 usuarios que visitaron 16 millones de páginas. Se distribuyeron 39 940 artículos entre socios, lo que representó un ahorro de USD 1,997,000 en recursos de conocimiento movilizados.

## Beneficios
- – Participación en el más grande sistema de información hemisférico especializado en agricultura y vida rural en las Américas.
- – Estadísticas de uso a través de Google Analytics: informe mensual entregado a cada integrante. Acceso a estadísticas de SIDALC y bases de datos individuales.
- – Geocalización de la biblioteca en el Mapa de bibliotecas participantes en la Alianza SIDALC.[11]
- – Conexión a un sistema de información internacional, esencial para acreditar la calidad de los servicios institucionales.
- – Reconocimiento, nacional e internacional, de las redes y bibliotecas y otros centros de información relacionados.
- – Aumento de la demanda de servicios por parte de usuarios, e impacto positivo en los servicios de referencia especializados de las  bibliotecas.
- – Acceso a la Megabase Agri2000,[12] la colección más grande de información especializada en agricultura, ambiente, y silvicultura y áreas relacionadas.
- – Acceso abierto a herramientas y metodologías para la gestión de información especializada.
- – Intercambios de experiencias con especialistas e instituciones, que ayuda a identificar oportunidades y encontrar soluciones a problemas concretos.
- – Respaldo de seguridad de los catálogos institucionales.
- – Visibilidad a nivel global de las colecciones institucionales a través de SIDALC.net y Google.com, sin que la institución pierda su identidad.

## Productos de SIDALC
- – La Megabase Agri2000.[12] que contiene colecciones especializadas en agricultura, ambiente, silvicultura y áreas relacionadas, con referencias y recursos electrónicos de todo tipo: textos, materiales audiovisuales, fotografías, mapas, etc.
- – Una comunidad de práctica  integrada por especialistas en administración de información.
- – Un directorio de redes nacionales, bibliotecas y centros de información de Latinoamérica y el Caribe especializadas en agricultura y vida rural.[13]
- – Mapa de bibliotecas participantes en la Alianza SIDALC.[11]
- – Enlace directo a la Biblioteca Agrícola Nacional de los Estados Unidos, la Biblioteca Agrícola de Canadá, el Centro de Información de Red de Agricultura AGNIC en los Estados Unidos, el CGIAR biblioteca virtual AGRIS (FAO).
- – Acceso a sistemas de información agrícolas disponibles vía Internet, así como a centros de recursos y paquetes de información agrícola y rural de Latinoamérica.
- – Una plataforma para compartir servicios de administración de la información entre países, y contactando directamente las unidades que proporcionan servicios de referencia de las bibliotecas especializadas más importantes.

#### Innovación
En 2022 la Alianza SIDALC migra a un nuevo sistema de cosecha mediante protocolo de intercambio OAI-PMH con cosecha automática de repositorios y catálogos de las bibliotecas participantes. 

## SIDALC Argentina
A partir de la creación del Sistema, Argentina se incorpora rápidamente como país cooperante. El 4 de septiembre de 2001 se realizó el “Encuentro Integración de bibliotecas agropecuarias argentinas al SIDALC”, en la sede INTA de Buenos Aires. Organizado por la Oficina del IICA en Buenos Aires, desde Costa Rica viajó la Coordinadora Técnica, Laura Coto Royo, y estuvo presente el representante del IICA Argentina, Gonzalo Estefanell. Durante el encuentro se formalizó el primer Centro de Enlace Nacional SIDALC Argentina con coordinación de Sonia Novello (IICA) y un comité técnico. Más adelante la coordinación paso a manos de Laura Martino, de la Biblioteca de Agronomía de la FAUBA y a partir del 2018 es ejercida por Adriana J. Bonomo, de la Biblioteca Central INTA.
SIDALC Argentina participó de la "Reunión Internacional de Profesionales de Información Agropecuaria, Ambiental y Forestal. Semana SIDALC 10", Turrialba, Costa Rica, 21 al 25 de septiembre de 2009,, con la presentación de la experiencia de Argentina, Sonia Novello, Oficina del IICA en Argentina.
SIDALC Argentina es integrante de Reciaria Asociación de Redes de Información.

## SIDALC Uruguay
Hacia mediados de 1999 comienza a instalarse en Uruguay la idea de conformar un sistema de información agropecuario. Cuando la Coordinación General del SIDALC invita a la Agencia de Cooperación Técnica del IICA en Uruguay a ser integrante del sistema, junto con el Ministerio de Ganadería, Agricultura y Pesca deciden integrar a Uruguay al Proyecto SIDALC. 
Se designa al Centro de Documentación y Referencia Agropecuario (CEDRA) como Centro Coordinador de la Red de Bibliotecas Agropecuarias de Uruguay firmando el 22 de agosto de 2001 una Carta de Entendimiento entre Ministerio de Ganadería, Agricultura y Pesca y el IICA.